# Repomucenus ornatipinnis
Repomucenus ornatipinnis és una espècie de peix de la família dels cal·lionímids i de l'ordre dels perciformes.

## Morfologia
- Els mascles poden assolir 17 cm de longitud total.[4][5]

## Hàbitat
És un peix marí, de clima temperat i demersal.

## Distribució geogràfica
Es troba al Japó, Corea i Taiwan.

## Observacions
És inofensiu per als humans.